# فورس (پنسیلوانیا)
فورس (به انگلیسی: Force) یک منطقهٔ مسکونی در ایالات متحده آمریکا است که در شهرستان الک، پنسیلوانیا واقع شده‌است. فورس ۰٫۵۶ کیلومتر مربع مساحت و ۲۵۳ نفر جمعیت دارد و ۳۷۷٫۹۶ متر بالاتر از سطح دریا واقع شده‌است.